# Нур Мухаммед Таракі
Нур Муха́ммед Таракі (15 липня 1917 , Nawa Districtd, Газні  — 9 жовтня 1979 , Кабул ); — афганський громадський, політичний і державний діяч; письменник, журналіст; Генеральний секретар ЦК НДПА (1965–1967 і 1977–1979) та лідер фракції «Хальк». Після Саурської революції та приходу до влади партії НДПА став головою Революційної ради і прем'єр-міністром Афганістану (1978–1979), впроваджуючи марксистську політику в Афганістані. Однак, соціально-економічні реформи, які проводила партія під керівництвом Таракі, спричинили масове невдоволення в країні та активізацію збройного спротиву, що переріс у громадянську війну. Його короткочасне правління відзначилось боротьбою всередині партії, репресіями та ускладненням військово-політичної обстановки в країні. Був скинутий у вересні 1979 року і таємно вбитий.

## Біографія

### Ранні роки
Нур Мухаммед Таракі народився 15 липня 1917 року в кишлаку Калай у пуштунській родині селянина, що належала до гілки буран племені тарак гільзайського племінного союзу. За даними Слінкіна, батько «займався також дрібною контрабандою, курсуючи між Афганістаном та Індією», а мати походила з іншого гільзайського племені — сулейманхель. Таракі закінчив початкову школу в Мукурі, згодом 10-класну англійську вечірню школу в Бомбеї. Повернувшись додому, він у 1932 році став посильним у компанії з експорту фруктів «Пуштун Трейдинг К» у Кандагарі, потім за гарну працю був підвищений до учня клерка й відряджений клерком представництва компанії в Бомбей.
У 1937 році Таракі повернувся до Афганістану, де невдовзі почав публікуватись у різних газетах з публіцистичними статтями. У 1947 році він увійшов до суспільно-літературного руху «Віш залміян» («Пробуджена молодь»), а з 1951 року — регулярно публікує статті у щотижневій газеті товариства «Ангар/Полум'я». Його творчість була відома соціально-побутовими оповіданнями, нарисами та повістями мовою пушту, які реалістично змальовували складне життя афганського селянства, ремісників і робітників. Таракі створив перший соціальний роман мовою пушту «Поневіряння Банга» (1958), у якому широко подано картину життя афганських працівників: кочівників-скотарів, селян, робітників вовноткацької фабрики, прислуги у багатому будинку. Його авторству також належать такі повісті, як «Спін» (1958), «Одинокий» (1962), що сприяли розвитку реалістичних тенденцій у афганській літературі.
Генеральний директор Академії пушту Абдур Раоф Бенава допоміг Таракі влаштуватись на роботу до Прес-служби, де той у 1952 році зайняв посаду помічника директора інформаційної агенції Бахтар. У подальшому його призначили прес-секретарем посольства Афганістану у США. У 1953 році, невдовзі після призначення двоюрідного брата короля Мухаммеда Захір-шаха — Мухаммеда Дауда на посаду прем'єр-міністра, Таракі на прес-конференції в Нью-Йорку заявив, що ті порядки, які існують в Афганістані є «гнітючими та авторитарними, що не зміняться в результаті заміни одного родича короля на іншого». За п'ять тижнів у Карачі він дезавуював свою прес-конференцію та оголосив, що повертається на батьківщину. Відповідно до думки Хасана Какара це стало можливим завдяки заступництву Бенава й Мухаммеда Акбара Парвані. Девід Едвардс у своїй книзі «До Талібану. Генеалогія афганського джихаду» вказує на те, що офіційна «біографія повідомляє, що він [Таракі] повернувся в Афганістан, і, після його повернення в Кабул, він зателефонував деспоту Дауду з кабульського кінотеатру та сказав йому таке: 'Я — Нур Мухаммед Таракі. Я щойно прибув до Афганістану. Чи можу я вирушити додому, чи ж я повинен відбути до в'язниці?’ Біографія не повідомляє чому, проте Дауд дозволив йому вирушити додому, але утримував його під поліцейським наглядом упродовж всього свого терміну перебування на посаді прем'єр-міністра». В Кабулі Таракі якийсь час був безробітним.
Після повернення зі Сполучених Штатів Таракі читав марксистську літературу англійською та перською мовами, праці письменників Іранської комуністичної партії Туде. Змальовуючи коротку біографію Нур Мухаммеда Таракі, Хасан Какар у своїй праці «Афганістан. Радянське вторгнення та афганська відповідь, 1979—1982 роки» пише, що до від'їзду у США той не виявляв жодних ознак того, що він марксист та, на думку автора, до 1957 року Таракі перетворився на комуніста. У той самий час Какар відзначає, що за рік-два по тому він мав з ним дискусію й Таракі не справив на нього враження того, що він комуніст, а навпаки, виявив себе невдоволеним лівим.
У період з 1955 до 1958 року Нур Мухаммед Таракі працював перекладачем у так званій «Заморській місії США» в Кабулі, а з травня 1962 до вересня 1963 року — перекладачем посольства США в Афганістані.

### НДПА та революція
У 1963 році Таракі вперше відвідав СРСР. Про його діяльність у цей період Слінкін пише:
1 січня 1965 року на квартирі Таракі в Кабулі нелегально відбувся перший (установчий) з'їзд Народно-демократичної партії Афганістану (НДПА), за підсумками якого Таракі було обрано Генеральним секретарем і членом Виконавчого комітету НДПА. Партія у своїх діях керувалась ідеями «наукового соціалізму», а кінцевою метою проголошувалось будівництво соціалізму. Того самого року він балотувався до нижньої палати парламенту від виборчого округу Нава у рідній провінції, але зазнав поразки. Пізніше у квітні наступного року Таракі створив новий друкований орган НДПА — газету «Хальк», але за місяць її було закрито. Тоді ж він отримав запрошення приїхати до СРСР «на лікування», що затягнулось на 42 дні, під час якого він зустрічався зі співробітниками міжнародного відділу ЦК КПРС. В Баку мовою дарі була опублікована і таємно переправлена в Афганістан його книга «Нове життя» (авторизований переклад з англійської радянського підручника «Основи марксизму-ленінізму»). Невдовзі серед керівництва НДПА стався розкол, спричинений суперництвом і розбіжностями у поглядах лідерів партії Таракі й Бабрака Кармаля. Восени 1966 року Кармаль зі своїми прибічниками вийшов зі складу ЦК і сформував нову фракцію «Парчам» («Прапор»), яка офіційно йменувала себе «НДПА — авангард усіх трудящих». У свою чергу прибічники Таракі почали йменуватись «НДПА — авангард робітничого класу», ця фракція відоміша за назвою «Хальк» («Народ»).
До квітня 1978 року ситуація в Афганістані вкрай загострилась. 17 квітня вбили члена фракції «Парчам» Мір Акбар Хайбар, похорон якого вилився у демонстрацію проти режиму Дауда. У ніч на 26 квітня Нур Мухаммед Таракі разом з іншими лідерами НДПА заарештовали. Це стало сигналом для виступу прибічників НДПА. В результаті військового перевороту, що отримав назву Саурської (Квітневої) революції, офіцери-члени НДПА скинули режим Дауда та звільнили з в'язниці лідерів партії. Було проголошено Демократичну Республіку Афганістан (ДРА), вищим органом законодавчої влади стала утворена 29 квітня Революційна рада. Головою цієї ради, а одночасно і прем'єр-міністром став Нур Мухаммед Таракі.

### На чолі держави

#### Соціально-економічні перетворення

Прапор ДРА часів Нур Мухаммеда Таракі

Напередодні Квітневої революції майже 86 % населення проживало у селі, а 2,5 млн мешканців країни, за офіційними даними, вели кочовий та напівкочовий споіб життя. Понад третину селянських господарств не мали землі, а значна частина селян-власників була обтяжена важкою лихварською заборгованістю, сплачуючи позикодавцям до 45 % річних. До 88 % населення країни залишались неписьменними (при цьому тільки 28,8 % дітей шкільного віку навчались у школі), а на 16 млн жителів була лише 71 лікарня з 3600 ліжками, притому в самому Кабулі працювало 84 % з 1027 лікарів, що проживали в країні.
Прийшовши до влади, адміністрація Таракі стала запроваджувати радикальні економічні та соціальні реформи, які суперечили укоріненим в афганському суспільстві соціально-релігійним традиціям. Декретом Революційної ради № 6 від 12 червня 1978 року ліквідовано заборгованість селян лихварям та поміщикам. Цей захід торкнувся 75 % селян, внаслідок чого, за оцінками фахівців міністерства сільського господарства ДРА, 11 млн селян були звільнені від сплати податків лихварям і великим землевласникам. У жовтні спеціальним декретом уряду жінкам надано рівні права з чоловіками. Було встановлено мінімальний вік вступу до шлюбу (18 років для чоловіка та 16 — для жінки), скасовано примусові шлюби та заборонено стародавній звичай викупу за наречену. Такий крок уряду тогочасний посол США в Афганістані Адольф Дабс, коментував так:
28 листопада було прийнято декрет № 8 про земельну реформу, а у січні 1979 року почалось її виконання. В інтерв'ю пакистанському журналісту Таракі назвав її «головним завданням революції». Суть реформи зводилась до того, що у великих власників конфісковувались надлишки землі у розмірі 30 джарибів (6 га) та безповоротно передавались селянам. За офіційними даними, до середини липня 1979 року у 33 тис. малеків було вилучено 666 тисяч га землі, які держава безплатно передала 297 тисячам селян. У країні створювались постачально-збутові кооперативи. З моменту підготовки та реалізації земельної реформи припущено безліч помилок. На самому початку керівник групи радянських радників-аграріїв Федорук інформував Центр: «…земельна реформа за декретом № 8 торкається 272 тис. середніх та великих землевласників, хоча потреби у цьому на даному етапі немає жодної. Річ у тім, що головними ворогами Квітневої революції могли бути тільки значні землевласники, та й то не всі. З 22 тисяч найбільших землевласників тільки 7 тисяч, у яких у власності перебуває близько 1 мільйона гектарів найкращих земельних угідь. Ось із них і треба було б починати конфіскацію земель з подальшим розподілом її між безземельними селянами та організацією зразкових державних господарств. Що ж до тих 250 тисяч власників середнього розміру ділянок, то їх слід було б залучити на бік народного уряду шляхом підтримки та стимулювання середняка у виробництві сільськогосподарської продукції до тих пір, поки не зміцниться державний сільськогосподарський сектор, про що неодноразово підкреслювалось у бесіді з міністром сільського господарства та земельної реформи Салех Мухаммедом Зераєм та його заступником Рагімом».
З погляду консервативного населення така політика означала зазіхання влади на приватну земельну власність, освячену в їхній свідомості релігією та столітніми традиціями. Згодом, у 1986 році, керівництво Афганістану в особі генерального секретаря ЦК НДПА Наджибулли визнало провал аграрної реформи: «Замислимось усі разом, що ж у нас відбувається: у селянській країні ми не займаємось як слід селянством. Таке нагальне питання, як земля і вода, ми намагались розв'язати роздаванням абстрактних документів, спрямовуючи потік паперів на голову селян. Ми почали аграрну реформу не з того кінця, руйнуючи усталені виробничі відносини, не враховуючи національних звичаїв, традицій та прав».
У зв'язку з новою національною політикою в країні почали видавати газети, вести радіомовлення та викладання у школах мовами національних меншин — узбецькою, туркменською та белудзькою. Уряд Таракі поставив перед собою завдання навчити основам грамоти упродовж п'яти років 8 мільйонів чоловіків, жінок та позашкільної молоді віком від 8 до 50 років. З цією метою в державних закладах, армії, в селах, на підприємствах тощо почали організовуватись курси лікнепу, але особливу увагу в боротьбі з неписьменністю приділено афганському селу. Однак консервативне сільське населення не сприйняло таких методів і форм залучення до освіти, коли тисячі добровольців шляхом звернень, погроз та за допомогою солдатів і поліцейських вимагали від родин, які цінували свою самобутність і звичаї, відправляти жінок на заняття. За твердженням деяких західних спеціалістів з Афганістану: «Саме на цьому підґрунті траплялися перші випадки збройної конфронтації між владою та сільськими жителями».
З середини 1978 року за ініціативою Аміна почав насаджуватись культ особи Таракі: в обіг вийшли купюри з зображенням Генерального секретаря ЦК НДПА, на всіх зборах вивішувалось не менш ніж п'ять портретів афганського вождя, на газетних фото його друкували більшим за інших людей, які стояли поряд, а в будинках, де Таракі народився й жив, влаштували музеї тощо. У партії та на засіданнях уряду Амін називав його «Зіркою Сходу», «Великим мислителем», «Великим вождем», «Генієм Сходу», «Тілом і душею партії» тощо. За оцінкою Какара, Амін возвеличив Таракі до рівня румунського лідера Ніколає Чаушеску.
4-7 грудня відбувся офіційний дружній візит Таракі до Радянського Союзу, де він і Леонід Брежнєв підписали терміном на 20 років радянсько-афганську угоду про дружбу, добросусідство і співробітництво. У промові на обіді у Кремлі 5 грудня 1978 року Нур Мухаммед Таракі сказав:
Тогочасний начальник Першого головного управління КДБ СРСР, а згодом голова КДБ СРСР Володимир Крючков, який зустрічався з Таракі у липні 1978 року, у своїх мемуарах залишив цікавий спогад:
Соціально-економічні перетворення в Афганістані, що проводились урядом НДПА, внаслідок грубих помилок, спричинили сильний спротив в афганському суспільстві, яке здебільшого залишалось традиційним і не було готовим до радикальних перетворень. Спочатку цей спротив мав стихійний характер, а згодом вилився у збройну боротьбу проти кабульського режиму.

#### Боротьба зі збройною опозицією
Первинно Таракі казав: «Ми хочемо очистити іслам в Афганістані від тягаря й бруду поганих традицій, забобон і помилкових вірувань. Після цього у нас залишиться тільки прогресивний, сучасний і чистий іслам». Дійсно, перші три декрети, видані НДПА, починались із фрази «В ім'я Бога милостивого, милосердного», але наступні п'ять декретів не вживали цю фразу. Ще у травні 1978 року на територію Афганістану були закинуті збройні загони Ісламської партії Афганістану (лідер Ґульбуддін Хекматіар) й під гаслом «захисту ісламу від єретиків» розгорнули збройну боротьбу з новим режимом. У червні стались перші збройні виступи проти «демократичних і антифеодальних заходів» центральної влади у провінціях Бадахшан, Баміан, Кунар, Пактія та Нангархар. Наступного місяця Таракі у радіо- і телезверненні до народу оголосив, що уряд вказав усім главам провінцій та повітів «звернути особливу увагу на святі релігійні цінності, звичаї і традиції народу й надавати їм усебічний захист і заступництво», проте вже у серпні й вересні того ж року він оголосив джихад проти афганських братів-мусульман, назвавши їх «ворогами номер один». Ляховський пише:
На території сусіднього Пакистану виникла безліч опозиційних військово-політичних угруповань, таких як Національний ісламський фронт Афганістану (НІФА), Ісламська партія Халеса (ІПХ), Рух ісламської революції Афганістану (РІРА), Національний фронт порятунку Афганістану (НФПА). У прикордонних з Афганістаном районах розташувались їхні військові табори, перевалочні бази й навчальні центри. До кінця 1978 року почалось масове заслання в Афганістан підготовлених у Пакистані збройних загонів та диверсійних груп і, як зазначає Ляховський, «з цього часу масштаби опору урядові Таракі почали швидко зростати». Окрім збройних загонів з-за кордону, уряду довелось застосовувати силу і для придушення внутрішніх виступів. Ляховський зазначає:
Починаючи з 1979 року, внутрішньополітична ситуація в Афганістані різко погіршується. Збройні антиурядові формування вже діяли у багатьох провінціях країни. 12 березня лідер Національного фронту порятунку Афганістану Себгатулла Моджаддеді видав фетву про початок джихаду проти уряду ДРА. 15 березня спалахнув антиурядовий заколот у Гераті. На кілька днів місто опинилось під контролем заколотників, багато солдатів і офіцерів дислокованої там 17-ї піхотної дивізії перейшли на бік збройної опозиції. На придушення заколоту влада кинула війська та авіацію. Швейцарські дослідники П'єр Аллан і Дітер Клей пишуть: «У квітні 1979 року після заворушень у Гераті, становище Таракі стало критичним. Повстанці контролювали провінції Пактія, Кунар, Герат, Урузган, Мазарі-Шариф, Тахар, Бадахшан, Парван і Фарах…». В Афганістані розгоралась громадянська війна, і вже 18 березня Нур Мухаммед Таракі зв'язався телефоном з головою Ради міністрів СРСР Олексієм Косигіним та попрохав увести в ДРА Радянську армію. У цьому проханні було відмовлено. 21 березня було розкрито змову у Джелалабадському гарнізоні; було заарештовано понад 230 солдат і офіцерів.
Між тим різко погіршилось становище й у самих збройних силах; значного масштабу набуло дезертирство серед військовослужбовців. До травня на бік збройної опозиції перейшло близько 10 тисяч солдат і офіцерів. Непроста внутрішньополітична обстановка в країні спричиняла занепокоєння у правозахисних організацій. Ще 18 грудня 1978 року Таракі оголосив, що з моменту революції його уряд звільнив 12 223 ув'язнених, а 10 березня 1979 року він відкинув інформацію про наявність від 14 до 20 тисяч політв'язнів, заявивши, що таких не більше за 1 356 чоловік. Однак Amnesty International повідомляла про масові арешти діячів усіх опозиційних груп. У Чорній книзі комунізму, випущеній французькими авторами у 1997 році, наводяться випадки терору, що мали місце за часів правління НДПА, в тому числі й у 1979 році. Так 15 серпня того ж року за підозрою у підтримці збройної опозиції були заарештовані 300 хазарейців, причому «Сто п'ятдесят із них були поховані заживо за допомогою бульдозерів; решту ж облили бензином і заживо спалили». Дослідник Майкл Баррі пише:
20 липня озброєні бойовики здійснили спробу захопити Гардез, а 23 липня у столиці відбувся збройний виступ великої групи шиїтів під антиурядовими, хомейністськими гаслами. На цьому тлі навесні було проголошено створення «вільного Нурістану», а у серпні хазарейці створили власну адміністрацію та проголосили «незалежну ісламську республіку Хазараджат» на чолі з «Союзом ісламських воїнів Афганістану», озброєним загонам якого вдалось захопити низку крупних населених пунктів у провінціях Гур, Баміан, Урузган і Герат.

### Усунення
1 вересня 1979 року Нур Мухаммед Таракі вирушив до Гавани для участі у VI Конференції глав держав та урядів країн, що не приєднались. Дорогою додому Таракі зробив коротку зупинку в Москві. 14 вересня за недостатньо з'ясованих обставин у держрезиденції Таракі сталась перестрілка його охоронців з охороною заступника прем'єр-міністра Хафізулли Аміна. Генерал Ляховський подає такий опис цих подій:
Вранці 14 вересня Таракі зателефонував X. Аміну й запросив його до себе, сказавши, що ця пропозиція походить і від радянських товаришів. До речі, 13-14 вересня радянський посол в Кабулі Пузанов дійсно наполягав на такій зустрічі для примирення обох лідерів НДПА. Радянські представники розраховували, що отримане напередодні особисте послання Брежнєва, яке закликало Таракі й Аміна не припустити розколу в партійному й державному керівництві країни, відіграє свою роль (у цей час в Афганістані перебував головнокомандувач Сухопутними військами генерал армії І. Г. Павловський, його відкликали до Москви 3 листопада). Несподівано, після багатьох відмов, цього разу Амін погодився на зустріч. Приїхавши до середини дня з посиленою охороною в резиденцію «суперника», він почав підійматись тильними сходами, що вели до квартири Таракі, у супроводі підполковника Таруна, який його зустрів. У цей час пролунали автоматні черги. Виникла паніка. Когось убито, когось поранено. Амін встиг добігти до машини й поїхав, а Тарун, який зустрічав його та йшов попереду, був пронизаний кулями. Отримав поранення у плече й лікар Азім, який ніс чай і випадково потрапив під вогонь.
16 вересня під головуванням Шах Валі пройшов надзвичайний пленум ЦК НДПА, на якому було ухвалено рішення виключити Нур Мухаммеда Таракі з партії за організацію замаху на Аміна, убивство члена ЦК партії Сеїда Дауда Таруна та інші безпринципні дії, а також усунути його з посту голови Революційної ради. У закритому листі ЦК НДПА членам партії була викладена така інтерпретація подій тих днів:
…Товариш X. Амін проявив свою принциповість, розвінчуючи культ особи Таракі. Активні прибічники Таракі — Асадулла Сарварі, Саїд Мухаммед Гулябзой, Шир Джан Маздурьяр, Мухаммед Аслам Ватанджар — усіляко сприяли затвердженню культу особи Таракі. Він і його група бажали, щоб значки з його зображенням носили на грудях халькісти. Товариш X. Амін рішуче виступав проти цього й заявив, що навіть Ленін, Хо Ши Мін та Фідель Кастро не допускали подібного за свого життя.
Н. Таракі за згоди та схвалення своєї банди хотів, щоб міста, заклади, вулиці були названі його іменем. Окрім того, докладались зусилля з метою спорудження великого пам'ятника Таракі, що спричинило різкий протест з боку товариша X. Аміна.
У засобах масової інформації повідомили, що «Пленум всебічно й уважно розглянув прохання Н. М. Таракі, в якому той повідомляє, що за станом здоров'я не може продовжувати виконувати партійні та державні обов'язки. Пленум одностайно вирішив задовольнити це прохання й замість нього обрати генеральним секретарем ЦК НДПА члена політбюро ЦК партії, прем'єр-міністра ДРА товариша Хафізуллу Аміна».

### Смерть
Ще 23 вересня Амін стверджував, що Таракі живий та проходить лікування. Вранці 10 жовтня афганське інформаційне агентство Бахтар оголосило на кабульському радіо й телебаченні, що Нур Мухаммед Таракі помер «9 жовтня внаслідок серйозного захворювання, яке тривало вже упродовж деякого часу» та що «тіло покійного поховано у родовому склепі». Насправді ж, за наказом Аміна офіцери задушили Таракі подушками. Загальне керівництво цією акцією здійснював начальник президентської гвардії майор Джандад, а безпосередніми виконавцями цього злочину стали начальник КАМ (служби безпеки) капітан Абдул Хадуд, командир одного з підрозділів, що охороняли палац Аміна, старший лейтенант Мухаммед Екбаль і заступник начальника президентської гвардії з політичної частини старший лейтенант Рузі. В ході слідства у справі про убивство Таракі допитали колишнього начальника відділу контррозвідки Гвардії Дому народів старшого лейтенанта Мухаммеда Екбаля, який розповів:
Коли ми увійшли до кімнати, Таракі зняв свій годинник і попрохав Рузі, щоб він передав його Аміну. Потім витягнув з кишені свій партійний квиток і протягнув його Рузі. Рузі, я і Вудуд зв'язали руки Таракі. У цей час Таракі попрохав у Вудуда склянку води, а він у свою чергу звернувся з цим проханням до мене. Я вийшов по воду, однак Рузі заборонив мені приносити воду й зачинив двері. Наступного дня, коли я спитав у Рузі, чому він заборонив мені принести воду Таракі, він відповів, що в іншому разі це б спричинило незручності Таракі. Рузі приніс матрац Таракі і сказав, щоб він ліг на нього. Таракі послухався й ліг. У цей час я весь тремтів. Я не був у змозі рухатись. Рузі затулив Таракі рота. У Таракі почали смикатись ноги й Рузі довелось наказати Вудуду зв'язати їх. А мені наказав стати на його коліна. За кілька хвилин Рузі відпустив Таракі, а потім знову прикрив його обличчя подушкою. Коли Рузі повторно відпустив Таракі, той уже був мертвим.
За розпорядженням начальника Генерального штабу Якуба, Нур Мухаммеда Таракі поховали на цвинтарі Колас Абчікан («Пагорб мучеників»), а його родину ув'язнили в Пулі-Чархі.